# Pan (mytologie)

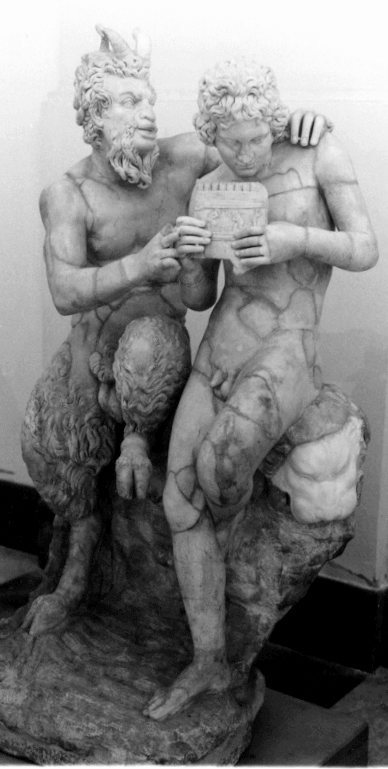
Pan a Dafnis; socha nalezená v Pompejích; asi 100 př. n. l.

Pan (řecky Πάν) je řecký bůh lesů, pastvin, stád a také pastýřů a lovců, kteří ho uctívají. V římské mytologii byl později ztotožněn s Faunem. Má polozvířecí podobu, je porostlý srstí, má rohy, kozí kopýtka, bradu a ocas. Uvádí se několik verzí jeho původu, že je synem nymfy Dryopy a boha Herma nebo nymfy Oineis a boha Dia. Jméno nejspíš souvisí s kmenem slova pa- tedy pasoucí. 
Hned po narození byl přenesen otcem na Olymp, aby tam všem obveseloval mysl. Ostatní bohové se na něho dívali s určitým pohrdáním a tak z Olympu odešel do Arkádie. Tam žil klidný a veselý život, hrával na píšťalu zvanou Panova flétna a žil ve společnosti horských nymf, satyrů a boha vína Dionýsa. Tomu, kdo ho vyrušil ze spánku nebo při svých toulkách potkal v lese, naháněl velký strach svým křikem a vzhledem. Odtud pochází slovo panika nebo panický strach.

## Nešťastná láska
Podle pověsti se Pan zamiloval do krásné nymfy Syrinx. Jelikož Pan byl napůl člověk a napůl kozel, sličná nymfa jeho lásku neopětovala. Když se Panův zájem stal pro nymfu nesnesitelným, začala před ním prchat. Pan ji však stále pronásledoval, až se dostali k řece. Syrinx už neměla kam uprchnout, a tak se obrátila na boha Dia, aby ji proměnil v rákosí. Panova láska k Syrinx byla však natolik silná, že si z tohoto rákosí udělal píšťalu a od té doby na ni po večerech hrával smutné písně.

## Veselý život

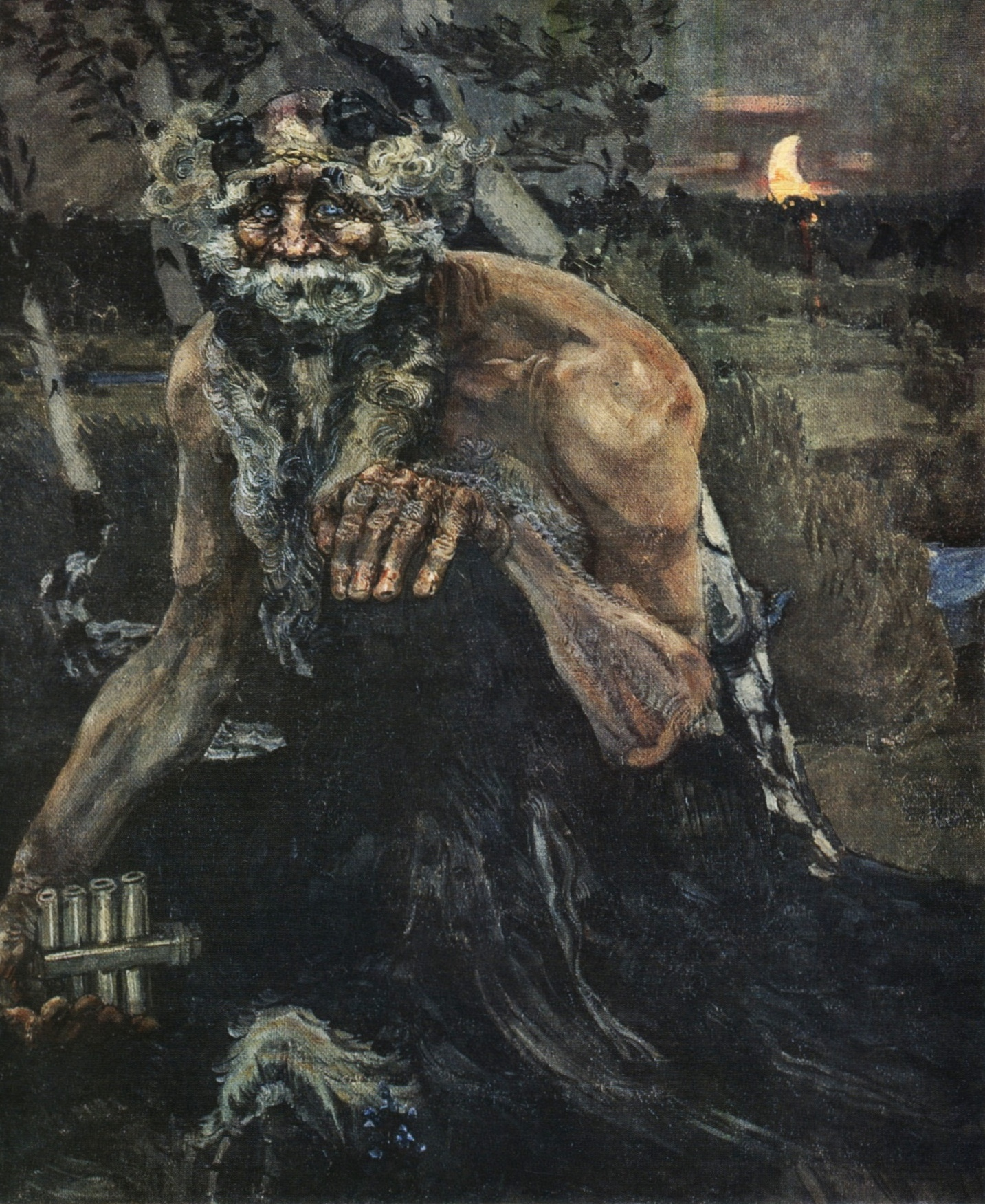
Michail Vrubel – Pan (1899) Treťjakovská galerie

Přes nešťastnou lásku k nymfě Syrinx byl život Pana velmi veselý, ve dne se proháněl po horách s nymfami, bohyněmi pramenů, nebo lovil zvěř. Pan měl mnoho milenek, byly to například nymfy Echó - zosobnění ozvěny nebo Pitys - zosobnění smrku.  
V poledne Pan rád odpočíval a žádný pastýř se ho neodvážil rušit. Náhle probuzený Pan vydával tak hrozný křik, že to vyvolávalo velký strach, až dosud se tak dochovalo sousloví panický strach.
Večer se pak vracíval do své sluje a hrál na píšťalu. Lidé v okolí mu s rozkoší naslouchali.

## Úcta
Pan se ve sluji na severozápadním svahu Akropole těšil velké úctě, lidé mu přinášeli oběti a na jeho počest pořádali slavnosti. Je uctíván jako ochránce všech pastýřů, lovců i cestujících na horách i na moři, jehož hladinu svou hrou konejší. Zasvěceny jsou mu vrchy, sluje, duby, smrky, želvy.

## Zobrazení a atributy
Zobrazován je obyčejně s kozíma nohama a rohatou hlavou s rysy člověka. Jeho atributy jsou panova flétna (syrinx) a věnec ze smrčin. Jeho kult se pěstoval hlavně na venkově, kde se kolem jeskyň a stromů vyvěšoval jeho obraz. Patřil do rodiny Panes nebo Paniskoi, kterou tvořili lesní démoni a žínky, kteří lidem prováděli různá příkoří.

## Obdoby veslovanské mytologii
- Berstuk
- Boruta
- Hejkal
- Lesní mužík
- Porevít
- Zelený muž